# Sotíris Alexandrópoulos
Sotíris Alexandrópoulos (en grec moderne : Σωτήρης Αλεξανδρόπουλος), né le 26 novembre 2001 à Maroússi en Grèce, est un footballeur international grec qui évolue au poste de milieu défensif au Fortuna Düsseldorf, en prêt du Sporting CP.

## Biographie

### Panathinaïkos
Né à Athènes en Grèce, Sotíris Alexandrópoulos est formé par le Panathinaïkos. Commençant sa formation comme défenseur central ou arrière droit du fait de sa grande taille, il se stabilise au milieu de terrain et se fait remarquer dans les équipes de jeunes du club en étant notamment capitaine et leader des U17. Il joue son premier match en professionnel lors d'une rencontre de championnat de première division de Grèce le 20 octobre 2019 face à l'Atromitos Athènes. Il entre en jeu à la place de Dimítris Kourbélis et son équipe s'impose (0-1). Il est très vite considéré comme l'un des joueurs les plus prometteurs du club, attirant même le regard du sélectionneur de l'équipe nationale de Grèce, John van 't Schip en 2020.

### Sporting CP
Le 29 août 2022, Sotíris Alexandrópoulos rejoint le Portugal pour s'engager en faveur du Sporting CP. Il signe un contrat courant jusqu'en juin 2027 et sa clause libératoire est fixée à 60 millions d'euros.
Il joue son premier match sous ses nouvelles couleurs le 2 septembre 2022, lors d'une rencontre de championnat contre le GD Estoril-Praia. Il entre en jeu à la place de Manuel Ugarte et son équipe l'emporte par deux buts à zéro.

### Prêt à l'Olympiakos
Le 3 août 2023, Sotíris Alexandrópoulos rejoint l'Olympiakos sous la forme d'un prêt d'une saison avec option d'achat,.
Alexandrópoulos joue son premier match pour l'Olympiakos le 10 août 2023, lors d'un match de qualification pour la phase de groupe de la Ligue Europa 2023-2024, contre le KRC Genk. Il entre en jeu et son équipe s'impose par un but à zéro,. Il inscrit son premier but pour l'Olympiakos lors du match retour, le 17 août. Entré en jeu après la mi-temps, il se montre décisif en marquant le but égalisateur dans le temps additionnel, permettant à son équipe de faire match nul et d'ainsi se qualifier pour le tour suivant de la compétition,.

### Prêt au Standard de Liège
Le 30 juillet 2024, il fait l'objet d'un nouveau prêt d'une saison avec option d'achat en rejoignant la Belgique et le Standard de Liège. Il joue ses premières minutes pour les Rouches le 4 août à Sclessin en entrant au jeu pour le dernier quart d'heure de la rencontre contre le Club Bruges (victoire 1-0).

### En sélection
Sotíris Alexandrópoulos représente la Grèce en sélection. Il commence avec les moins de 16 ans, jouant en tout quatre matchs en 2017 et marquant un but.
Avec l'équipe de Grèce des moins de 19 ans, Alexandrópoulos compte quatre sélections, toutes obtenues en 2019.
En mars 2021, il est appelé pour la première fois par John van 't Schip, le sélectionneur de l'équipe nationale de Grèce. Il honore sa première sélection le 28 mars 2021 face au Honduras. Il entre en jeu à la place de Yórgos Kyriakópoulos et son équipe s'impose par deux buts à un.

## Palmarès
Panathinaïkós
- Coupe de Grèce
- Vainqueur : en 2022.